# ハングリー・ハート
「ハングリー・ハート」（Hungry Heart）は、ブルース・スプリングスティーンが作詞作曲し1980年に発表した楽曲。

## 概要
ニュージャージー州のアズベリー・パークでラモーンズのジョーイ・ラモーンと会ったとき、スプリングスティーンはラモーンからバンド用に曲を書いてくれないかと頼まれる。その日の夜のうちに「ハングリー・ハート」は書き上げられるが、プロデューサー兼マネージャーのジョン・ランドーの助言により提供はされず、自身のレコードとして発表されることとなった。タイトルはアルフレッド・テニスンの詩「ユリシーズ」の一節「For always roaming with a hungry heart」から取られている。
レコーディングは1979年6月23日、ニューヨークのザ・パワー・ステーションで行われた。タートルズのハワード・カイランとマーク・ヴォルマンがバッキング・ボーカルで参加している。
1980年10月17日発売の2枚組のアルバム『ザ・リバー』に収録され、10月21日にシングルカットされた。B面はアルバム未収録の「ヘルド・アップ・ウィズアウト・ア・ガン（Held Up Without a Gun）」。シングルのジャケットに写っている建物はアズベリー・パークのエンプレス・ホテルである。
同年12月27日から1981年1月24日にかけて5週にわたってビルボード・Hot 100で5位を記録した。
2015年12月4日にアルバム『ザ・リバー』の35周年記念ボックスセットが発売される。同ボックスセットにアルバム未収録だった「ヘルド・アップ・ウィズアウト・ア・ガン」が収録された。